# پوری بنایی
صدیقه بنایی با نام هنری پوری بنایی (زاده ۱۹ مهر ۱۳۱۹ در اراک) بازیگر سینما است.
او در طول فعالیت هنری خود با بازیگران نامدار و مطرحی چون محمدعلی فردین، ناصر ملک مطیعی، علی نصیریان، ایرج قادری، بهروز وثوقی و بهمن مفید همبازی بوده است.
آخرین کار سینمایی بنایی، بازی در فیلم مریم و مانی به کارگردانی کبری سعیدی است. البته در سال ۱۳۸۶ در فیلم شیرین به کارگردانی عباس کیارستمی به عنوان یکی از صد بازیگر زنی که در این فیلم در نقش تماشاگران در حال تماشای یک فیلم دیده شدند، شرکت داشت.

## زندگی

### خانواده
پوری بنایی با نام اصلی «صدیقه بنایی» در شهر اراک زاده شد؛ تا اینکه در سال ۱۳۲۴ وقتی که پنج ساله بود، به همراه خانواده به تهران نقل مکان کردند. او شش خواهر دارد که یکی از آنها اکی بنایی خوانندهٔ آهنگ رشیدخان و گل پامچال می‌باشد و یک برادر دارد. همهٔ خواهرانش در آمریکا زندگی می‌کنند.

### کلاس باله تا خیاطی
از دوران دبستان تئاتر بازی می‌کرد و عاشق کارهای هنری بود. پس از گرفتن تصدیق کلاس ششم به هنرستان خیاطی رفت و پس از گرفتن مدرک شروع به کار کرد.
بعد از مدتی به کلاس لی‌لی لازاریان رفت و چند سال در باله کار کرد. سپس دو سال هم مشغول یادگیری ساز سنتور شد.

### شهرت
بنایی سال ۱۳۴۸ در ۲۹ سالگی با فیلم قیصر در نقش «اعظم»، کنار چهره‌هایی چون بهروز وثوقی، ناصر ملک مطیعی و جمشید مشایخی دیده شد.
او یکسال بعد هم در فیلم کوچه مردها به کارگردانی سعید مطلبی در کنار محمدعلی فردین حضور خاطره‌انگیزی داشت.

### رابطه با بهروز وثوقی
بنایی در بخشی از پادکست حضوری «قیصر» درباره بهم خوردن این رابطه گفته است: «من با بهروز نامزد بودم خیلی هم عشق و علاقه زیادی داشتیم. باید بگویم قسمتم نبود. از گوگوش نازنین سپاسگزارم که سر راه من قرار گرفت تا این ازدواج را نکنم. وقتی آدم پنج سال زندگی‌اش را برای مردی می‌گذارد و تمام عشق و محبتش را صرف او می‌کند بعد می‌رود با صمیمی‌ترین دوستش ازدواج می‌کند، همان بهتر که من زنش نشدم.»

## فیلم‌شناسی
| شماره | سال  | عنوان                    | نقش              |
| ----- | ---- | ------------------------ | ---------------- |
| ۶۹    | ۱۳۸۷ | شیرین                    | پوری بنایی       |
| ۶۸    | ۱۳۵۷ | هزارمین                  | زینب             |
| ۶۷    | ۱۳۵۷ | مریم و مانی              | مریم             |
| ۶۶    | ۱۳۵۷ | موشک سری                 | لیلا             |
| ۶۵    | ۱۳۵۶ | پشت و خنجر               | عفت              |
| ۶۴    | ۱۳۵۶ | تلافی                    | مریم             |
| ۶۳    | ۱۳۵۶ | توبه‌کار                  | ایپک             |
| ۶۲    | ۱۳۵۶ | سرباز                    | مهتاب            |
| ۶۱    | ۱۳۵۵ | آتش جنوب                 | جمیله            |
| ۶۰    | ۱۳۵۵ | خانم دلش موتور می‌خواد    | رعنا             |
| ۵۹    | ۱۳۵۵ | غزل                      | غزل              |
| ۵۸    | ۱۳۵۵ | دختر جسور و مرد انتقامجو | سلیمه            |
| ۵۷    | ۱۳۵۵ | میراث                    | مریم             |
| ۵۶    | ۱۳۵۴ | زنبورک                   | پریزاد           |
| ۵۵    | ۱۳۵۴ | مهرگیاه                  | مهری             |
| ۵۴    | ۱۳۵۳ | گلنسا در پاریس           | گلنسا            |
| ۵۳    | ۱۳۵۲ | گلگو ۱۳                  | مامور همراه قاتل |
| ۵۲    | ۱۳۵۲ | بیگانه                   | مریم             |
| ۵۱    | ۱۳۵۲ | خوشگذران                 | پروین            |
| ۵۰    | ۱۳۵۲ | خیالاتی                  | پیشگو            |
| ۴۹    | ۱۳۵۲ | عیالوار                  | گلبهار           |
| ۴۸    | ۱۳۵۲ | فرزند شمشیر              | گلناز            |
| ۴۷    | ۱۳۵۲ | قربون زن ایرونی          | سکینه            |
| ۴۶    | ۱۳۵۱ | پدر که ناخلف افتد        | پروانه           |
| ۴۵    | ۱۳۵۱ | تنها مرد محله            | خواهر علی        |
| ۴۴    | ۱۳۵۱ | جهنم + من                | مینا             |
| ۴۳    | ۱۳۵۱ | خوشگله                   | ژاله             |
| ۴۲    | ۱۳۵۱ | سرزمین دلاوران           | ملک              |
| ۴۱    | ۱۳۵۱ | شیر بها                  | گل بانو          |
| ۴۰    | ۱۳۵۱ | عاصی                     | ستاره            |
| ۳۹    | ۱۳۵۱ | علی سورچی                | رعنا             |
| ۳۸    | ۱۳۵۱ | قایقرانان                | ریحانه           |
| ۳۷    | ۱۳۵۱ | نانجیب                   | اشرف             |
| ۳۶    | ۱۳۵۱ | یک جو غیرت               | دختر حسابدار     |
| ۳۵    | ۱۳۵۰ | برای که قلب‌ها می‌تپد      | نازی             |
| ۳۴    | ۱۳۵۰ | دیوار شیشه‌ای             | مریم             |
| ۳۳    | ۱۳۵۰ | زن یک‌شبه                 | افسانه           |
| ۳۲    | ۱۳۵۰ | زیر بازارچه              | گلی              |
| ۳۱    | ۱۳۵۰ | قصاص                     | لعیا             |
| ۳۰    | ۱۳۵۰ | مردان سحر                | مینا             |
| ۲۹    | ۱۳۵۰ | ملا ممد جان              | صفورا            |
| ۲۸    | ۱۳۵۰ | یک خوشگل و هزار مشکل     | مهناز            |
| ۲۷    | ۱۳۴۹ | دور دنیا با جیب خالی     | نقش یک دختر      |
| ۲۶    | ۱۳۴۹ | رسوایی                   | مریم             |
| ۲۵    | ۱۳۴۹ | شهر گناه                 | زهره             |
| ۲۴    | ۱۳۴۹ | کوچه‌مردها                | اقدس             |
| ۲۳    | ۱۳۴۸ | جدایی                    | مریم             |
| ۲۲    | ۱۳۴۸ | دنیای آبی                | مریم             |
| ۲۱    | ۱۳۴۸ | قلب‌های طلایی             | همسر             |
| ۲۰    | ۱۳۴۸ | قیصر                     | اعظم             |
| ۱۹    | ۱۳۴۷ | جاده تبهکاران            | گیتی             |
| ۱۸    | ۱۳۴۷ | خشم کولی                 | کولی             |
| ۱۷    | ۱۳۴۷ | دزد سیاهپوش              | فرشته            |
| ۱۶    | ۱۳۴۷ | رودخانه وحشی             | پونه             |
| ۱۵    | ۱۳۴۷ | گرداب گناه               | پوری             |
| ۱۴    | ۱۳۴۷ | من هم گریه کردم          | ماندانا          |
| ۱۳    | ۱۳۴۶ | سرنوشت                   | سیما             |
| ۱۲    | ۱۳۴۶ | مردی از اصفهان           | مهتاب            |
| ۱۱    | ۱۳۴۶ | وسوسه شیطان              |                  |
| ۱۰    | ۱۳۴۵ | حاتم طائی                | شراره            |
| ۹     | ۱۳۴۵ | خداحافظ تهران            | آذر              |
| ۸     | ۱۳۴۵ | قفس طلایی                | پروین            |
| ۷     | ۱۳۴۵ | یک قدم تا بهشت           | شهلا             |
| ۶     | ۱۳۴۴ | زبون‌بسته                 | لیلا             |
| ۵     | ۱۳۴۴ | مرخصی اجباری             | خواننده          |
| ۴     | ۱۳۴۴ | مردی در قفس              | مهین             |
| ۳     | ۱۳۴۴ | موطلایی شهر ما           | گلرخ             |
| ۲     | ۱۳۴۳ | دزد شهر                  | فریده            |
| ۱     | ۱۳۴۳ | عروس فرنگی               | ماریا            |

## نگارخانه

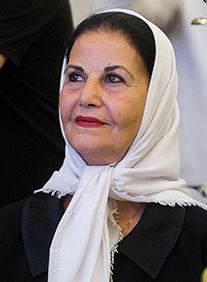
پوری بنایی
پوری بنایی
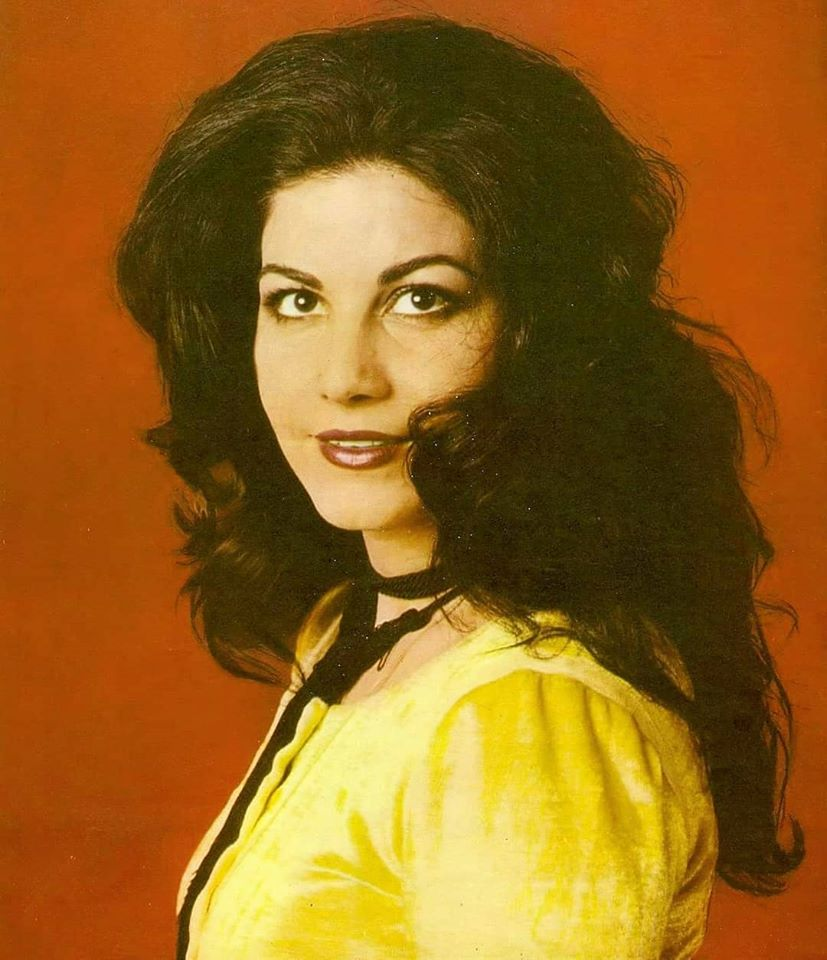
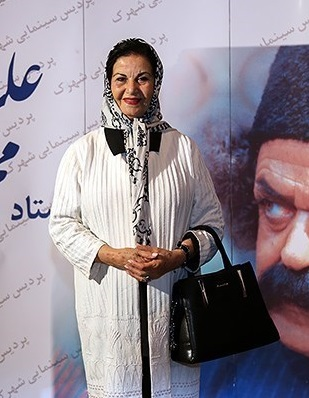
پوری بنایی بعد از انقلاب
پوری بنایی و بهروز وثوقی
پوری بنایی
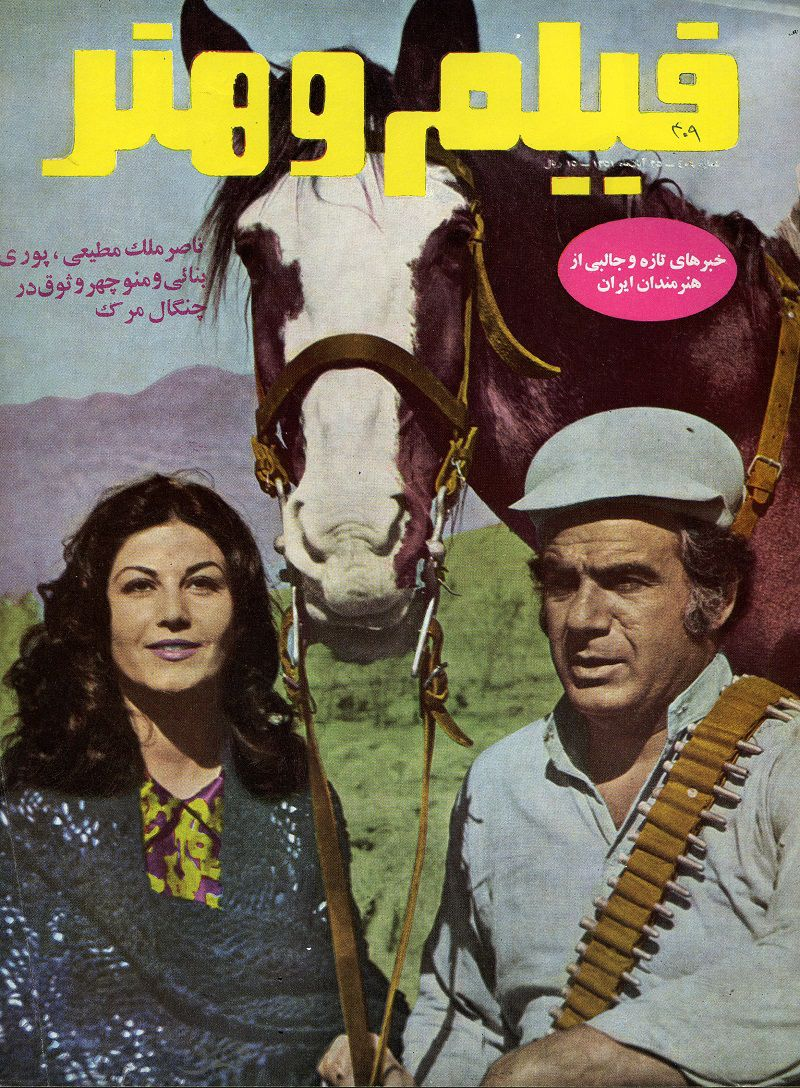
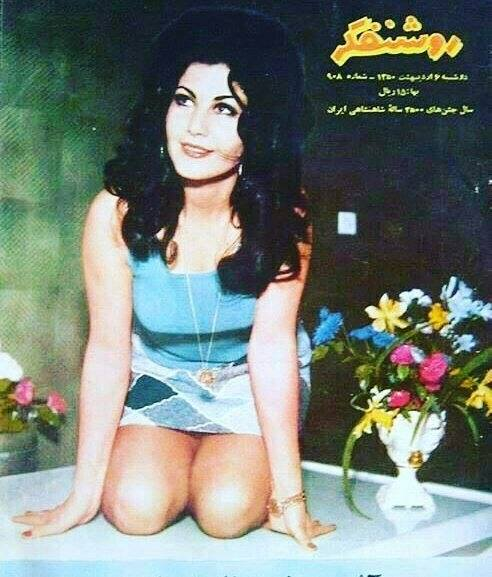
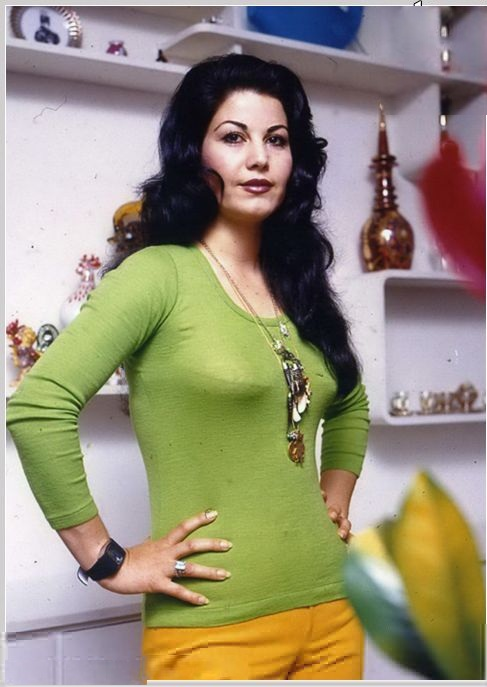
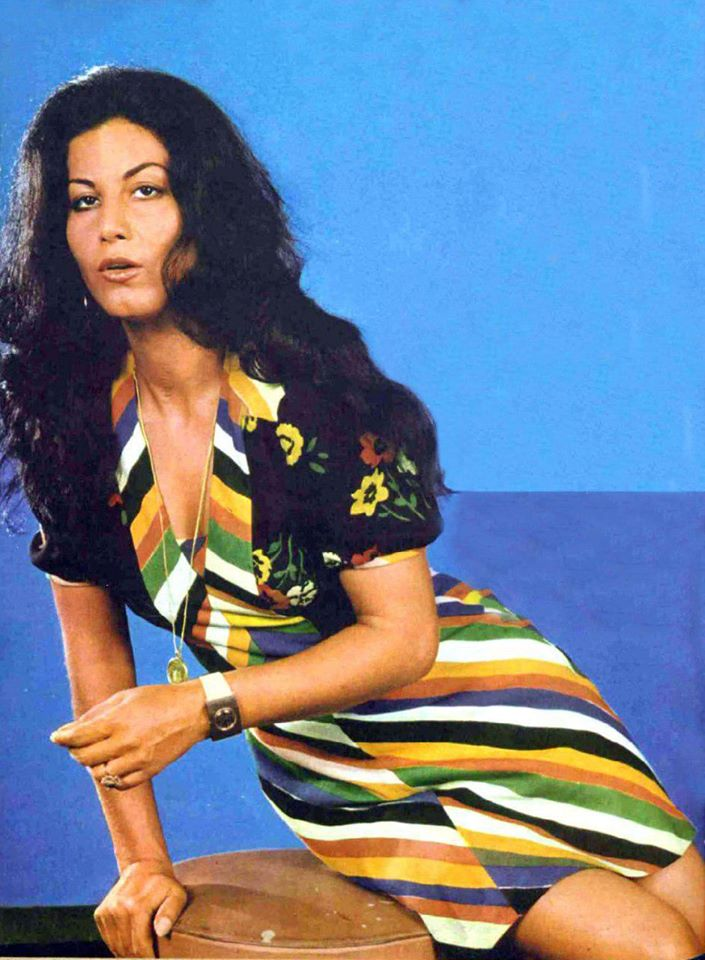
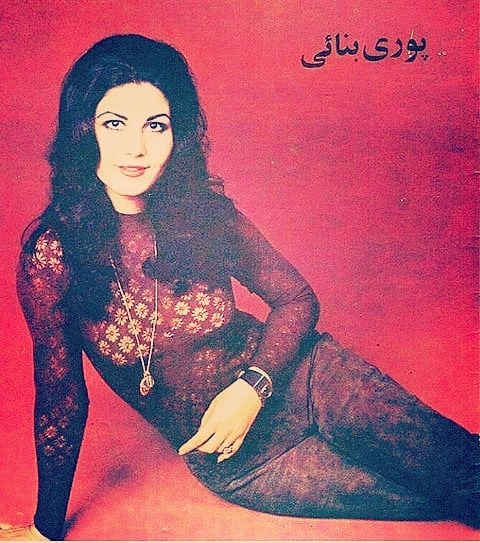
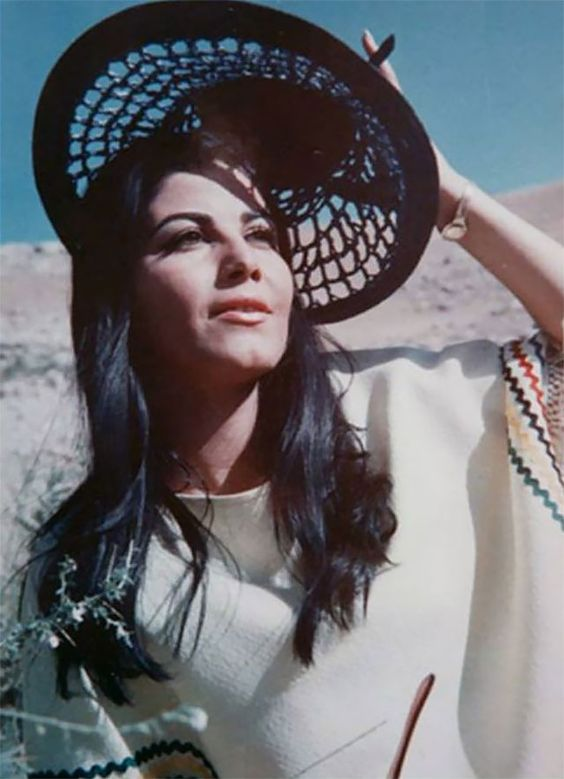
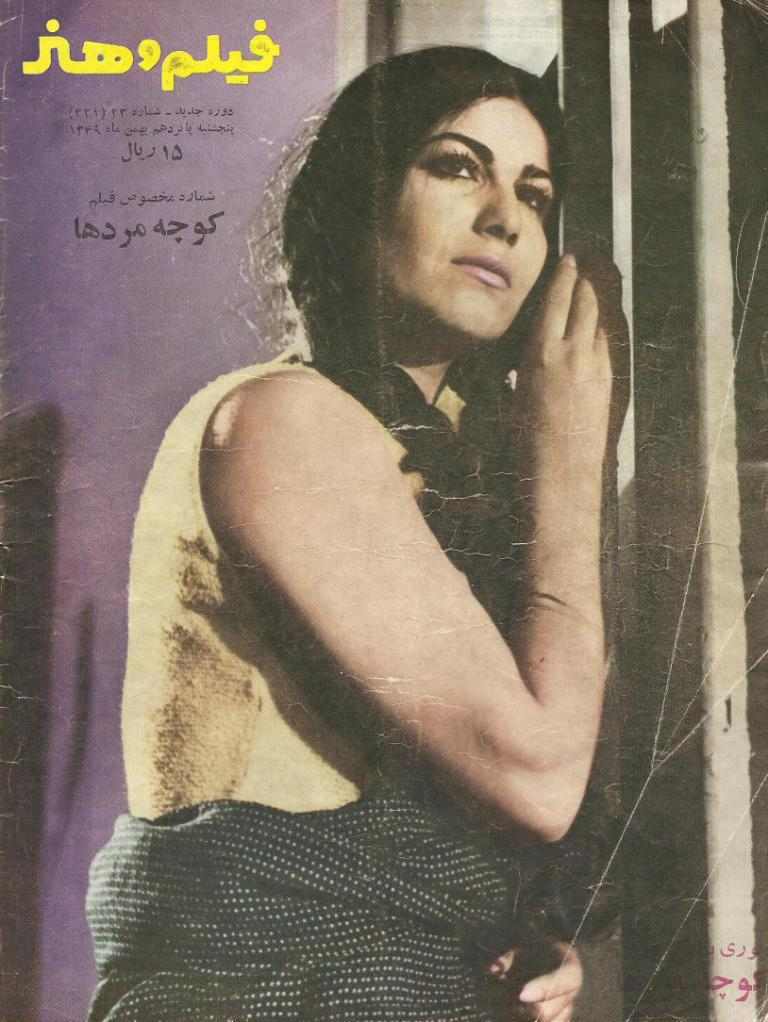
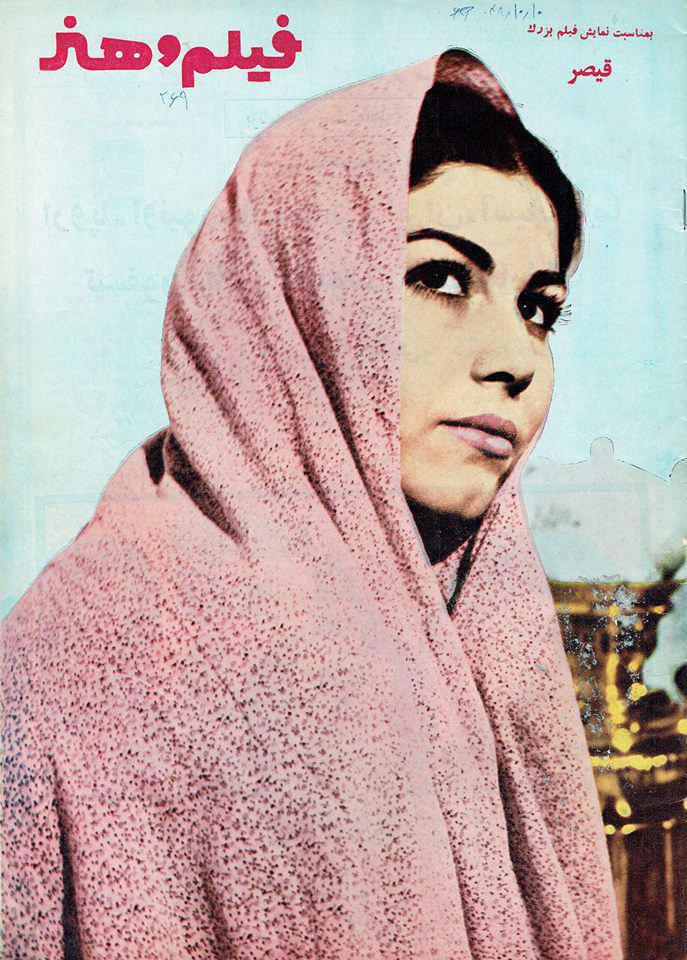
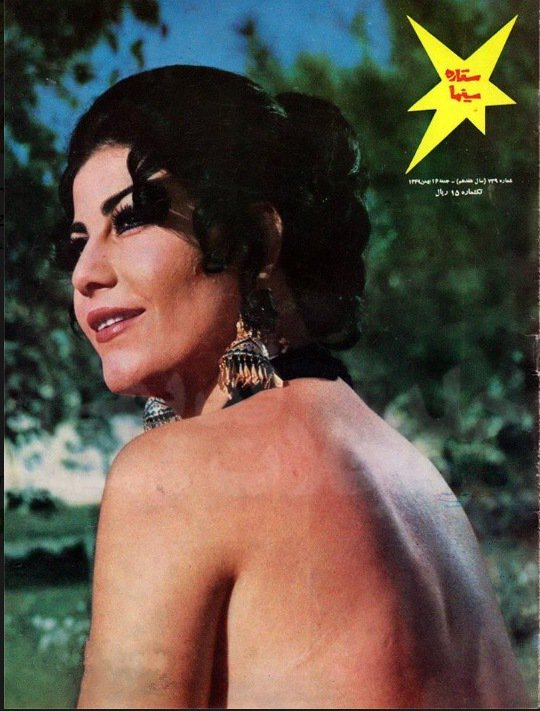
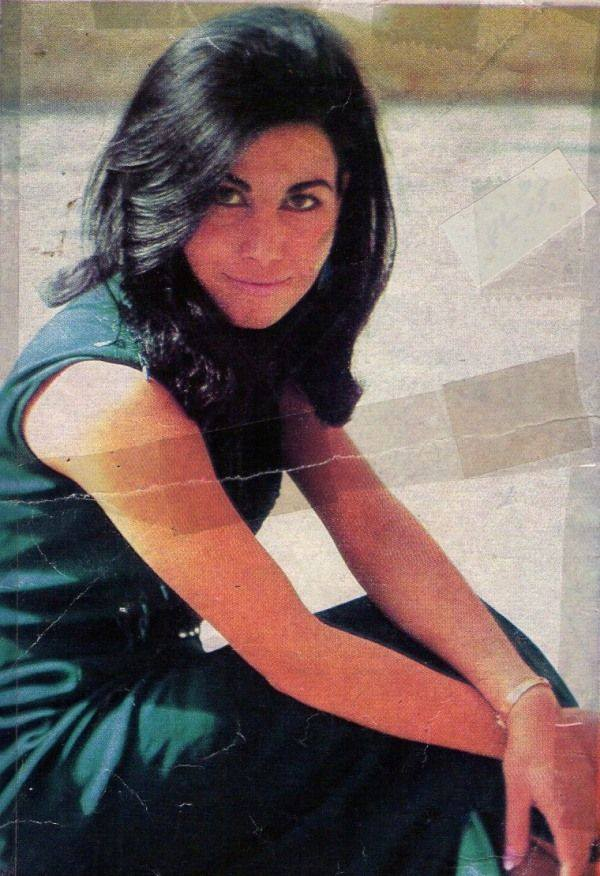
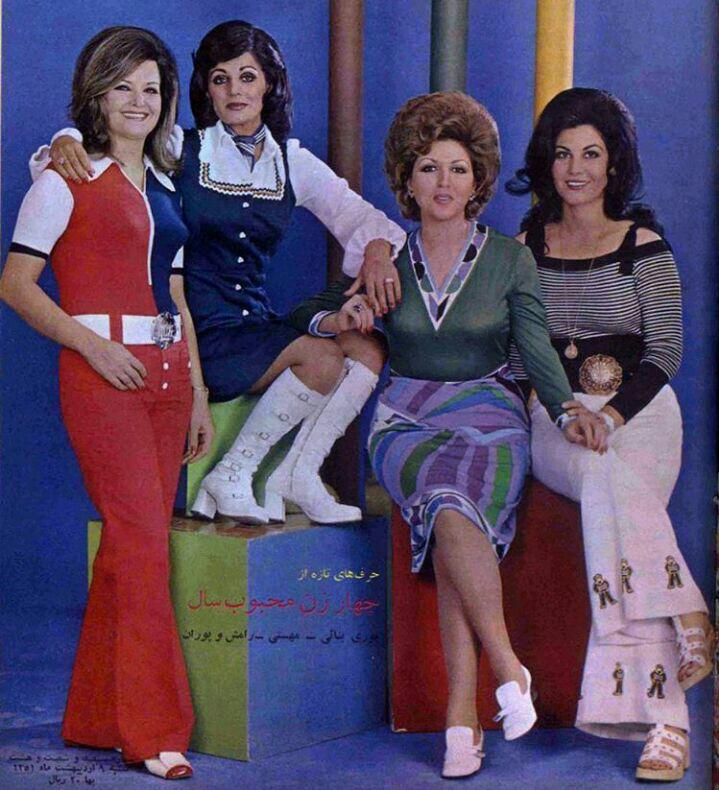
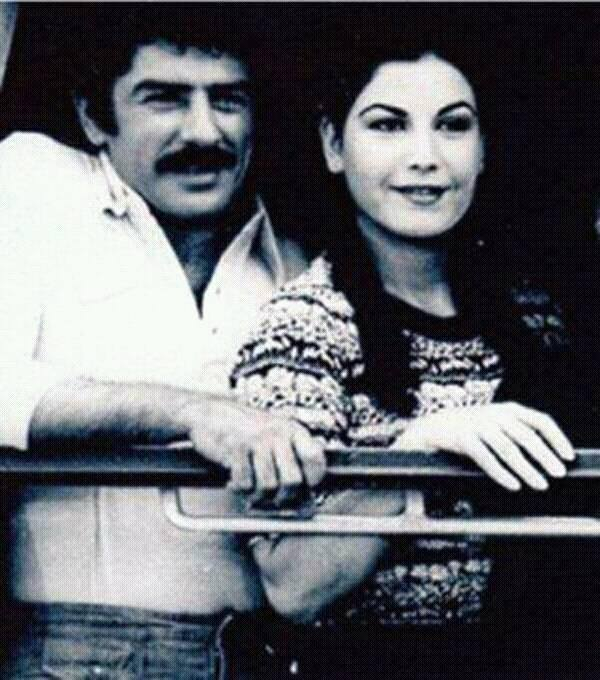
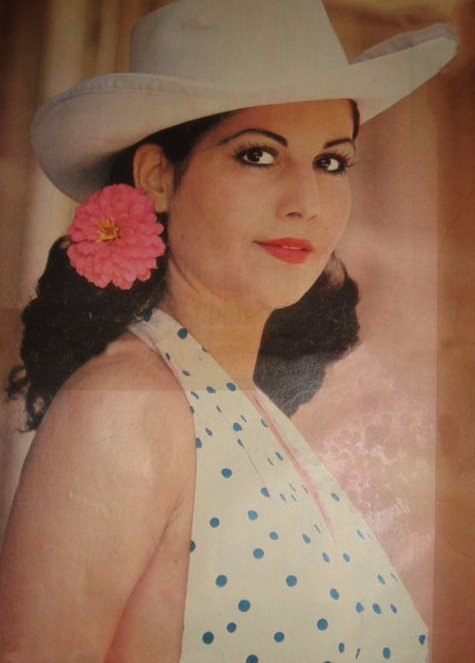
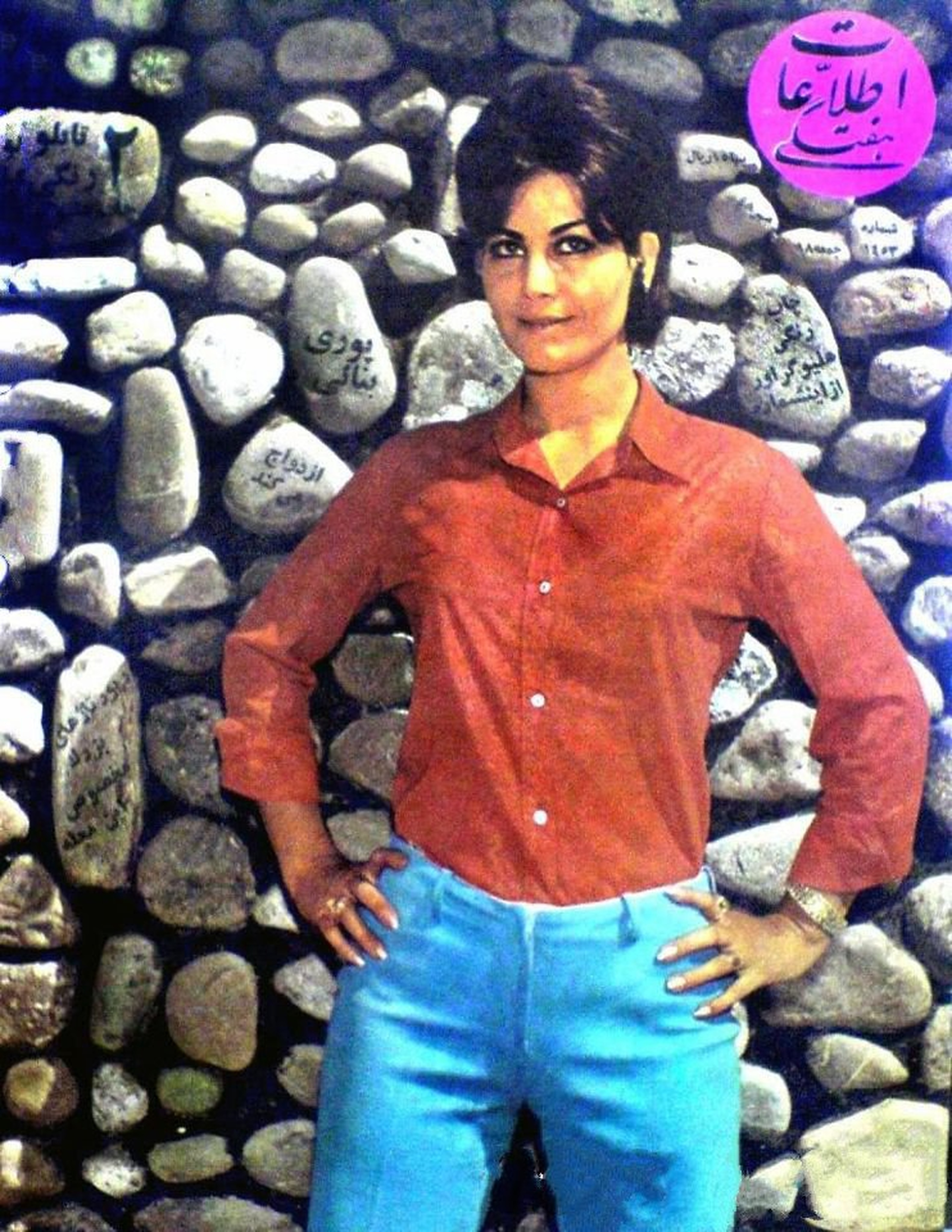
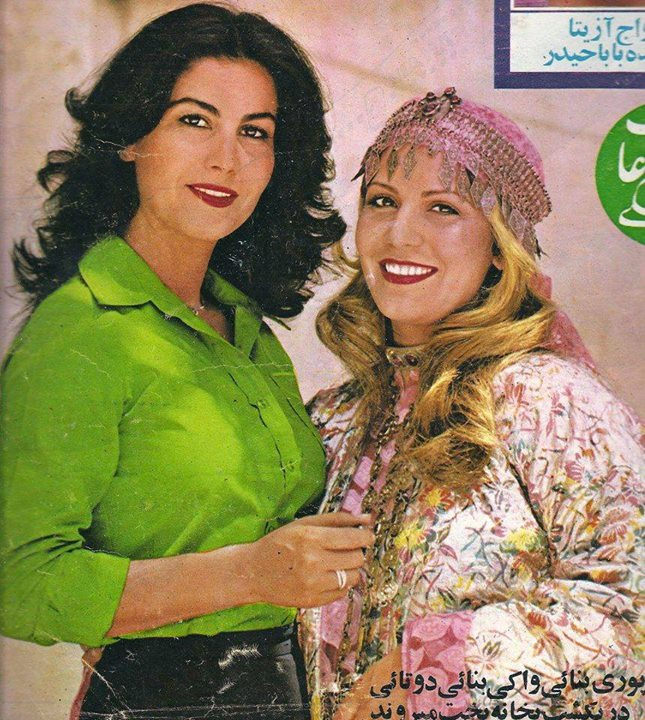
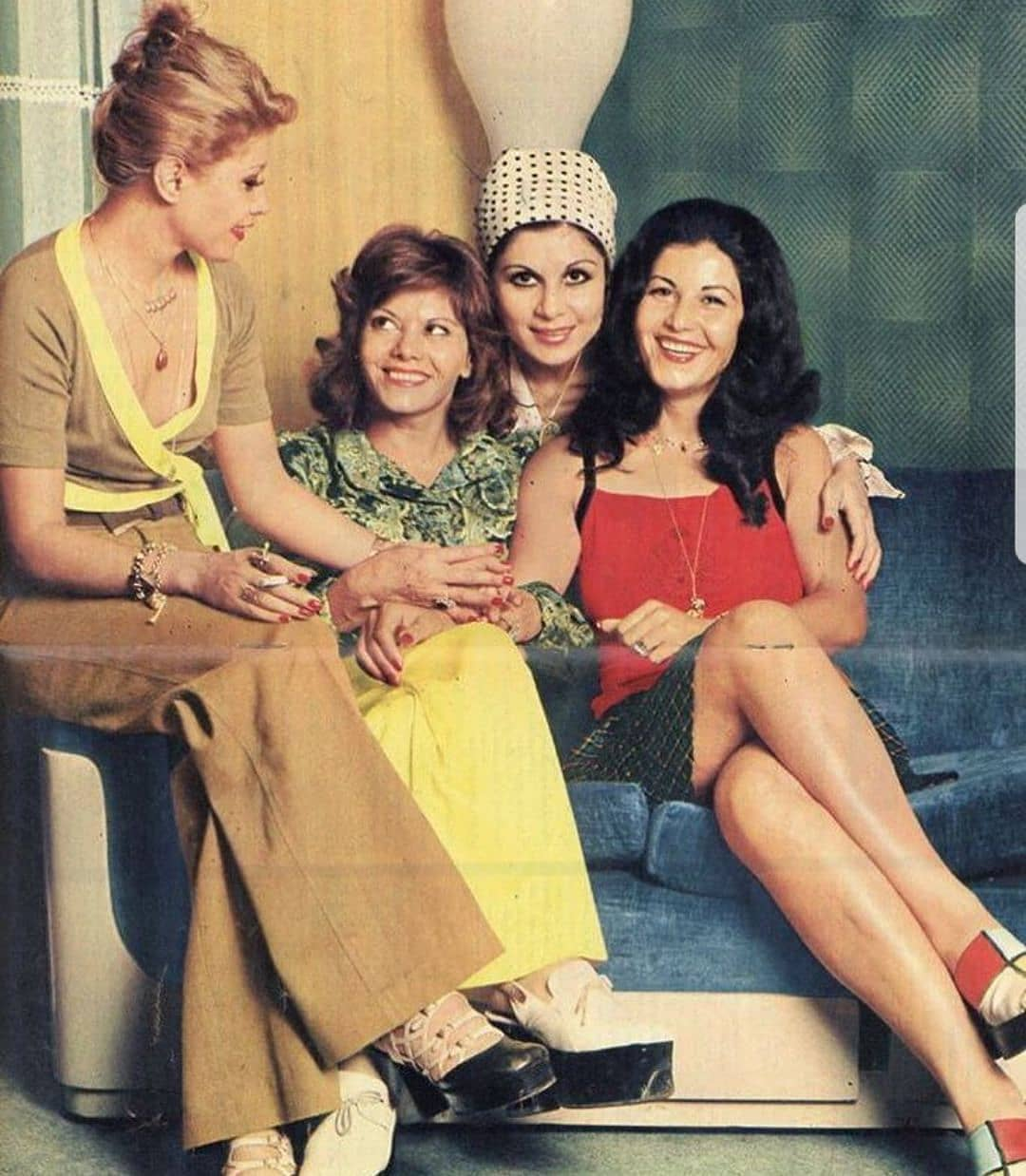
پوری بنایی، فریبا خاتمی، فخری خوروش و ژاله سام
پوری بنایی و محمدعلی فردین در نمایی از فیلم کوچه مردها (۱۳۴۹)
پوری بنایی و بهروز وثوقی در نمایی از فیلم قیصر (۱۳۴۸)